# Битва лапифов с кентаврами (картина Джордано)
«Битва лапифов с кентаврами» — картина итальянского художника Луки Джордано из собрания Государственного Эрмитажа.
Картина иллюстрирует популярный сюжет «Кентавромахия», описанный многими античными авторами, в частности Овидием в «Метаморфозах» (XII, 210—468) и Плутархом в «Сравнительных жизнеописаниях» (Тесей, 30): на свадьбу Гипподамии и царя племени лапифов Пирифоя были приглашены кентавры, которые, напившись вина, впали в буйство и попытались похитить невесту с подругами, но встретили отпор от Тесея и подданных самого Пирифоя, поддержку которым оказали боги. В центре картины — кентавр Евритион удерживает вырывающуюся Гипподамию. Его атакует Тесей с обнажённым мечом.
Картина написана в конце 1680-х годов. В 1991 году был опубликован документ банка Сан Джакомо от 30 декабря 1688 года, в котором говорится, что по распоряжению графа Кингстона Луке Джордано выплачена полная стоимость картины «Nozze di Piteteo con la battaglia di centauri» («Свадьба Пирифоя с битвой против кентавров»). В семье графов и герцогов Кингстонов картина находилась вплоть до конца 1770-х годов. В 1777 году овдовевшая герцогиня Кингстон перевезла собрание картин своего умершего супруга в Санкт-Петербург, где коллекция хранилась до начала 1790-х годов во дворце генерал-фельдмаршала графа И. Г. Чернышёва. Затем картина находилась в собственности тайного советника И. И. Мелиссино, а в 1797 году она, по свидетельству последнего польского короля Станислава Августа Понятовского, принадлежала действительному тайному советнику М. Ф. Соймонову. Около 1799—1800 года картину купил граф А. С. Строганов; картина выставлялась в Строгановском дворце на Мойке. После Октябрьской революции всё имущество Строгановых было национализировано, во дворце на Мойке был устроен Строгановский дворец-музей, однако в 1926 году музей был упразднён и все его коллекции были распределены между Русским музеем и Эрмитажем. Большинство работ иностранных художников, включая и «Битву лапифов с кентаврами», было передано в Государственный Эрмитаж. Выставляется в здании Большого (Старого) Эрмитажа в зале 238.
Авторство Джордано долгое время считалось бесспорным, однако составитель эрмитажного каталога 1958 года М. И. Щербачёва в качестве возможного создателя картины назвала имя Пьетро да Кортоны. Но это предположение не нашло поддержки и во всех последующих публикация картина по-прежнему значилась за Лукой Джордано. Окончательно вопросы вокруг авторства картины были сняты после публикации в 1991 году банковских документов о выплате гонорара художнику. Тем не менее С. Н. Всеволожская признаёт, что картина создана под несомненным влиянием картины да Кортоны «Битва Александра против Дария» из собрания Капитолийских музеев.

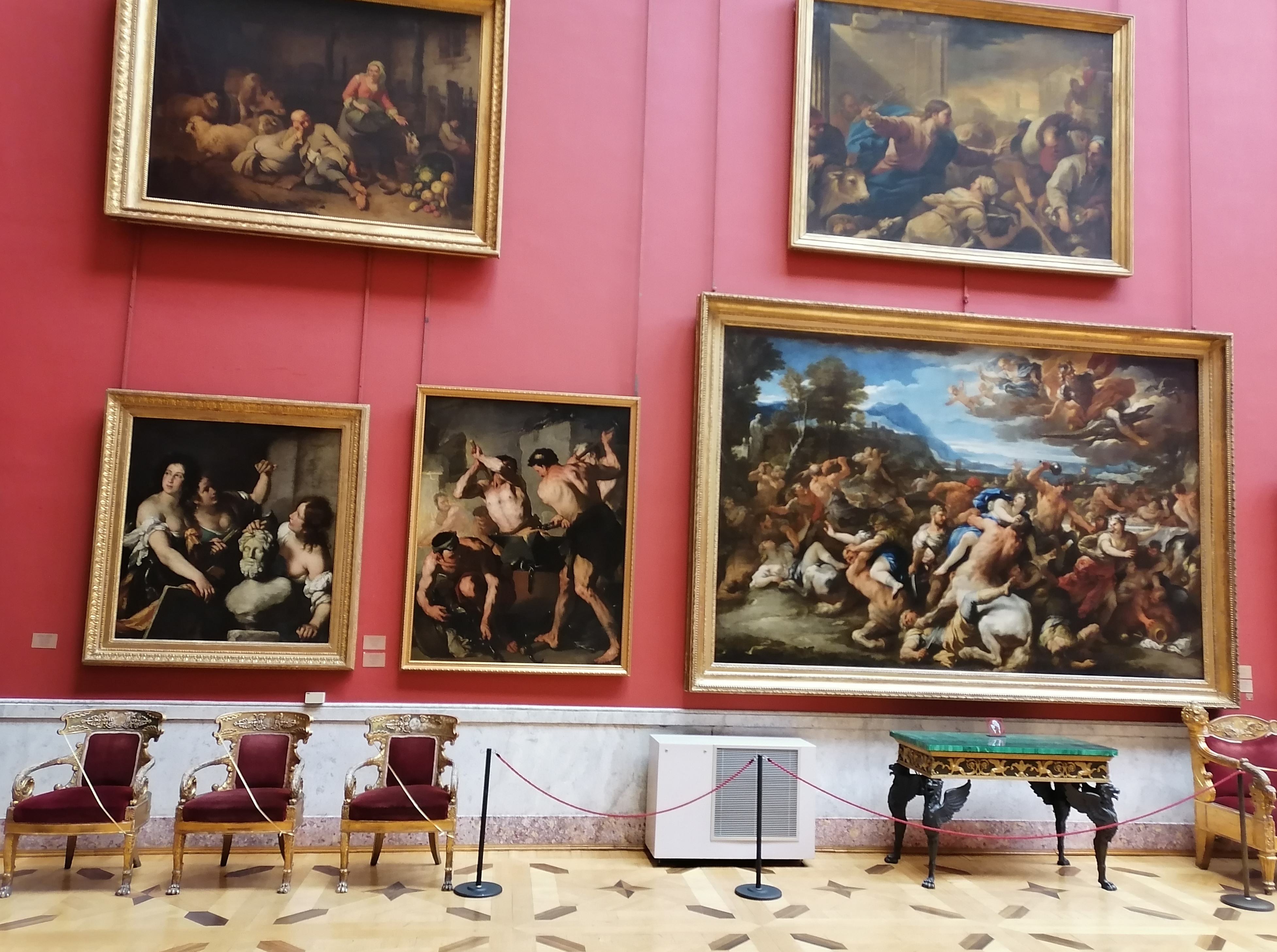
Картина в Большом итальянском просвете (зал 238) Нового Эрмитажа
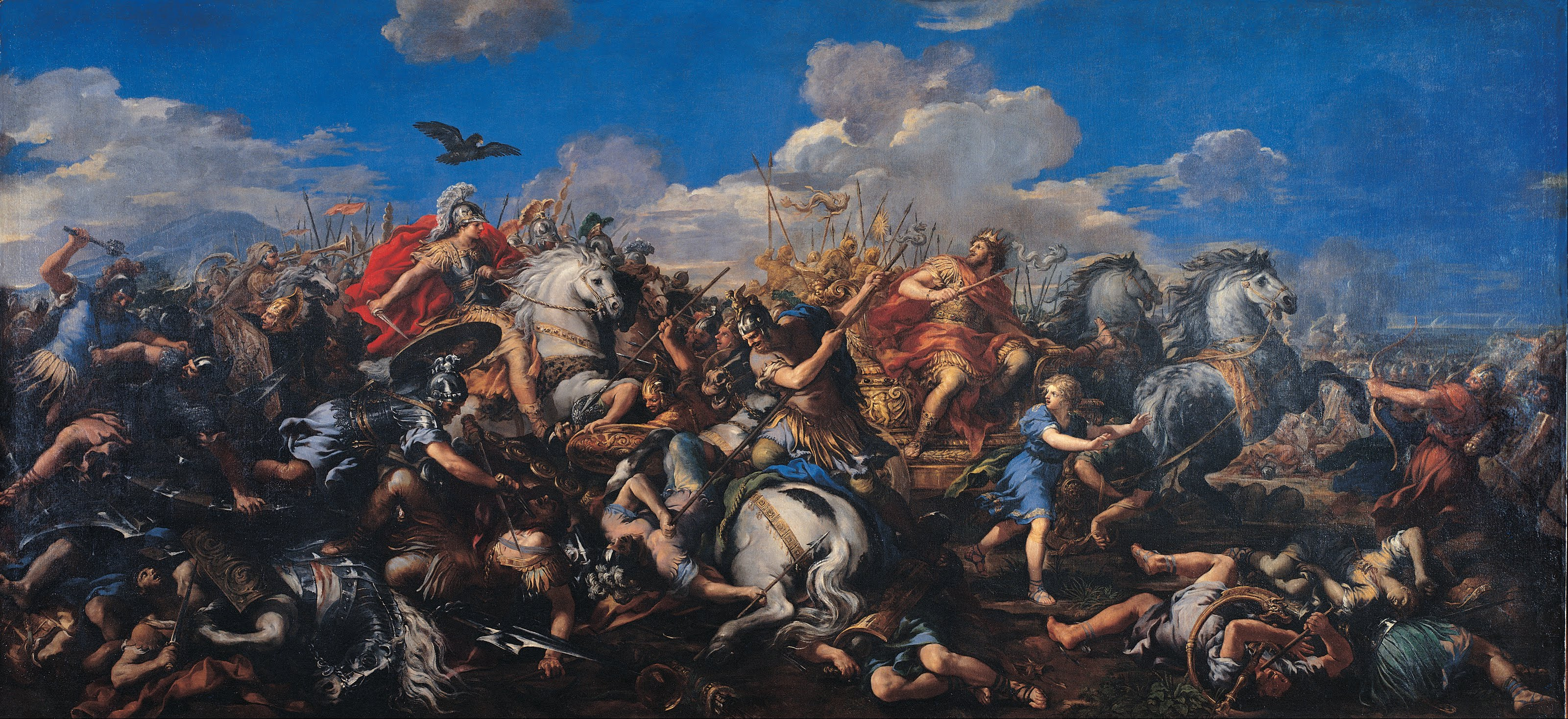
Пьетро да Кортона. «Битва Александра против Дария». Капитолийские музеи
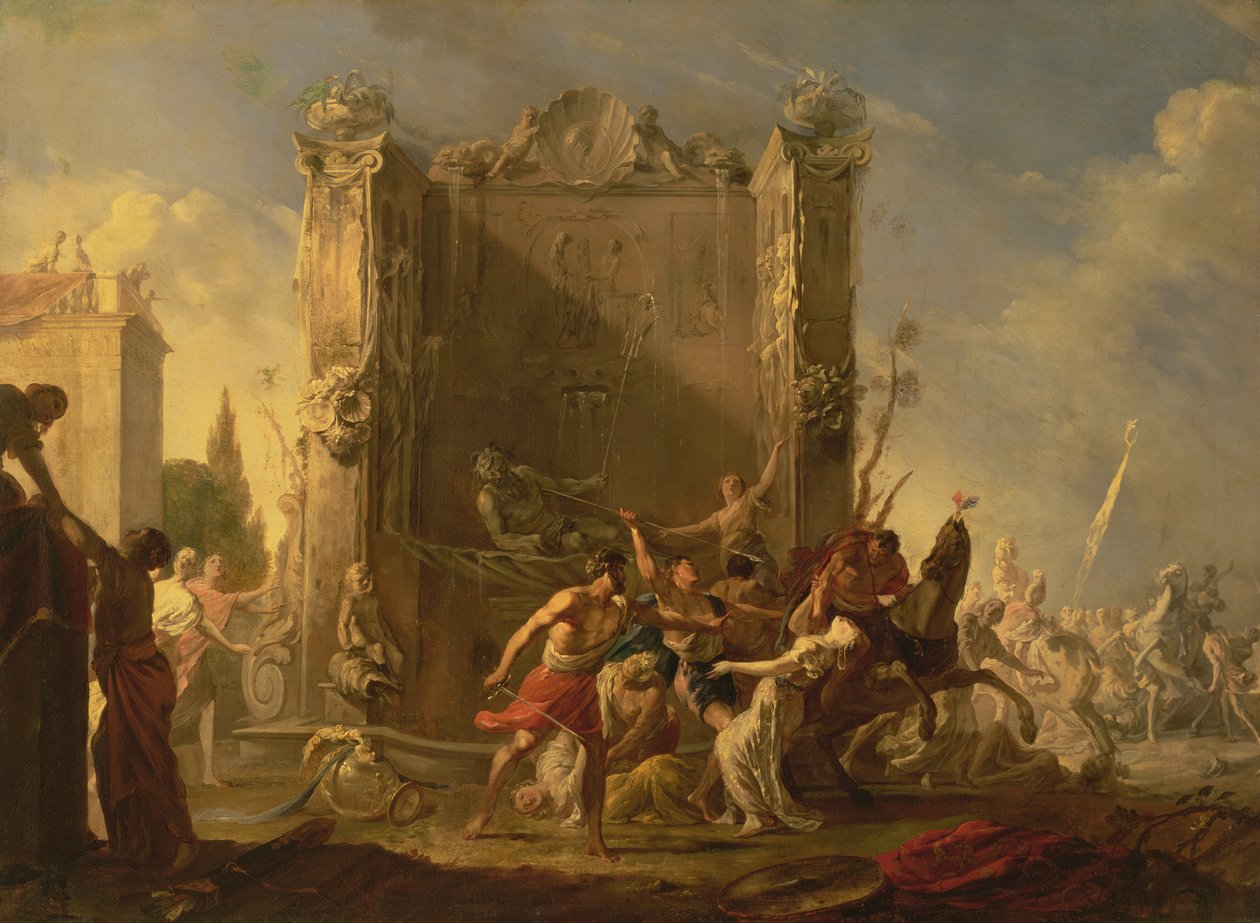
И. Г. Шёнфельд. «Похищение сабинянок». Эрмитаж

Ч. А. Мезенцева, сравнивая «Битву лапифов с кентаврами» с картиной немецкого художника И. Г. Шёнфельда «Похищение сабинянок», отмечала:

В обоих произведениях водоворот тел, вовлечённых в динамику борьбы, но насколько несхожи они в остальном! Лука Джордано, несомненно, ориентировался на эллинистическую скульптуру. <…> Образы итальянского мастера убеждают цельностью и материальной осязаемостью. Миропонимание этого художника лишено спиритуализма Шёнфельда. В сравнении с эмоциональным настроением немецкого художника оно кажется оптимистичным.